# Back to Titanic
Back to Titanic é o segundo álbum do filme Titanic; lançado em 1998 devido ao grande sucesso do primeiro álbum da trilha sonora do filme. Entre as principais músicas estão "An Irish Party in Third Class", quando Rose visita a 3.ª classe com Jack, e "Come Josephine, In My Flying Machine", música que Jack canta quando está com Rose na proa do navio e quando Rose está na espera de um resgate. Também foi incluída no álbum a música My Heart Will Go On ("With Dialog of the Film"), que fez muito sucesso no filme.

## Lista de faixas
Música composta e regida por James Horner, exceto quando indicado o contrário.
| N.º | Título                                              | Artista       | Duração |  |
| 1.  | "Titanic Suite"                                     | James Horner  | 19:05   |  |
| 2.  | "An Irish Party in Third Class"                     | Gaelic Storm  | 3:48    |  |
| 3.  | "Alexander's Ragtime Band"                          | I Salonisti   | 2:31    |  |
| 4.  | "The Portrait"                                      | James Horner  | 4:44    |  |
| 5.  | "Jack Dawson's Luck"                                | James Horner  | 5:39    |  |
| 6.  | "A Building Panic"                                  | James Horner  | 8:09    |  |
| 7.  | "Nearer My God to Thee"                             | I Salonisti   | 2:51    |  |
| 8.  | "Come Josephine, in My Flying Machine"              | Máire Brennan | 3:33    |  |
| 9.  | "Lament"                                            | James Horner  | 4:37    |  |
| 10. | "A Shore Never Reached"                             | James Horner  | 4:27    |  |
| 11. | "My Heart Will Go On" (with dialogue from the film) | Celine Dion   | 4:43    |  |
| 12. | "Nearer My God to Thee"                             | Eileen Ivers  | 2:23    |  |
| 13. | "Epilogue – The Deep and Timeless Sea"              | James Horner  | 12:38   |  |

## Paradas musicais
| Parada (1998)                         | Posição mais alta |
| ------------------------------------- | ----------------- |
| Austrália (ARIA)                      | 7                 |
| Áustria (Ö3 Austria Top 40)           | 9                 |
| Bélgica (Ultratop Flandres)           | 12                |
| Bélgica (Ultratop Valônia)            | 10                |
| Países Baixos (Dutch Charts)          | 10                |
| França (SNEP)                         | 4                 |
| Alemanha (Offizielle Deutsche Charts) | 3                 |
| Nova Zelândia (RMNZ)                  | 3                 |
| Escócia (Official Scottish Albums)    | 17                |
| Suécia (Sverigetopplistan)            | 29                |
| Suíça (Schweizer Hitparade)           | 2                 |
| Reino Unido (Official Albums Chart)   | 10                |
| Estados Unidos (Billboard 200)        | 2                 |

| Parada (1998)                      | Posição |
| ---------------------------------- | ------- |
| Australian Albums (ARIA)           | 94      |
| Belgian Albums (Ultratop Wallonia) | 90      |
| Dutch Albums (Album Top 100)       | 96      |
| French Albums (SNEP)               | 50      |
| German Albums (Offizielle Top 100) | 54      |
| UK Albums (OCC)                    | 86      |
| US Billboard 200                   | 101     |